# چرمک
چرمک (ساوه)، روستایی از توابع بخش مرکزی شهرستان ساوه در استان مرکزی ایران است.این روستا دارای آب و هوای کوهستانی و معتدل است.مجاورت این روستا در کنار رستورانها و مراکز تفریحی یولاق باعث رونق و ویلاسازی مردم ساوه  شده است.باغهای سرسبز انار و بادام و محصولات باغی دیگر جلوه ای زیبا به این آبادی داده است.مردم این روستا به زبان محلی ساوه ای صحبت می کنند.خانه های سنتی و کاه گلی در کنار ویلاهای مدرن امروزی نمایی بسیار زیبا و متفاوت ایجاد کرده که در نوع خود بی نظیر است.

## جمعیت
این روستا در دهستان نورعلی بیک قرار دارد و براساس سرشماری مرکز آمار ایران در سال ۱۳۸۵، جمعیت آن ۲۵۳ نفر (۶۷خانوار) بوده‌است.